# قائمة أقدم مباني الكنيسة
تعرض هذه المقالة بعض أقدم مباني الكنائس المعروفة في العالم، ولكن ليس جميعها بأي حال من الأحوال. في معظم الحالات، تم إعادة بناء المباني المذكورة هنا عدة مرات ولم يبق سوى أجزاء من المباني الأصلية. تم تشييد هذه المباني القائمة بذاتها عن قصد لاستخدامها من قبل التجمعات (أو تم استخدامها في وقت مبكر). التواريخ هي التواريخ التقريبية التي تم فيها بنائها و/أو إعادة بنائها و/أو استخدامها لأول مرة من قبل الجماعات المسيحية للعبادة.
يمكن استخدام مصطلح الكنيسة بمعنى "الطائفة المسيحية" أو بصيغة المفرد مثل الكنيسة المسيحية ككل. تعود كلمة "الكنيسة" (باليونانية ekklēsía، "مجمع") إلى يوم العنصرة وبداية بعثات تبشيرية مسيحية في العصر الرسولي ولم يتم استخدامها للإشارة إلى المبنى.
وفقا للموسوعة الكاثوليكية فإن العلية (موقع العشاء الأخير) في القدس كانت "الكنيسة المسيحية الأولى". تعد كنيسة دورا أوروبوس في سوريا أقدم مبنى لكنيسة باقية في العالم، بينما تعتبر البقايا الأثرية لكل من كنيسة العقبة وكنيسة مجدو أقدم كنيسة معروفة في العالم مبنية لهذا الغرض، حيث تم تشييدها في المنطقة الإدارية للإمبراطورية الرومانية، الأبرشية المشرقية في القرن الثالث. استشهد العديد من المؤلفين كاتدرائية إتشميادزينه (الكنيسة الأم في أرمينيا) باعتبارها أقدم كاتدرائية.
دير القديس تداوس أو قارا كيليسا (بمعنى "الكنيسة السوداء") في مقاطعة تشالدوران، تمت الإشارة إلى إيران أيضًا من قبل مركز التراث العالمي التابع لليونسكو فيما يتعلق بعام 66 م: "وفقًا للتقاليد الأرمنية، تم اختيار هذا الموقع لأن القديس تاديوس بنى أقدم كنيسة، والتي لا يزال يُعتقد أن أجزاء منها موجودة كقاعدة للقسم القديم على أنقاض المعبد. في عام 66 م، تعرض للتعذيب والإعدام باعتباره أحد الرسل وسان دخت (ابنة الملك أو ابنة الأباتي سمعان) وغيرهم من أتباع تداوس على يد ملك أرمينيا سناتروك أو سنادروك. تحتوي على آلة أرغن باروكية من القرن الثامن عشر، وهي أقدم كنيسة في جاوة الوسطى بإندونيسيا.

## المسيحية المبكرة إلى العصور القديمة المتأخرة

### أفريقيا
| مبنى                               | صورة | موقع            | دولة        | أقدم جزء           | فئة                                 | ملحوظات |
| ---------------------------------- | ---- | --------------- | ----------- | ------------------ | ----------------------------------- | --- |
| كنيسة الإسكندرية                   |      | الإسكندرية      | مصر         | 49                 | الكنيسة القبطية الأرثوذكسية         | كنيسة الإسكندرية في مصر هي الكنيسة المسيحية التي يرأسها بطريرك الإسكندرية. وهي إحدى الكراسي الخمسة للملكية الخماسية. يقول التقليد أن كنيسة الإسكندرية أسسها القديس مرقس الإنجيلي |
| دير الأنبا أنطونيوس (البحر الأحمر) |      | الصحراء الشرقية | مصر         | 356                | الكنيسة القبطية الأرثوذكسية         | دمرت جزئيا في القرن الحادي عشر وأعيد بناؤها؛ لم يتبق سوى القليل جدًا من الهيكل الأصلي. |
| دير البراموس                       |      | وادي النطرون    | مصر         | 335                | الكنيسة القبطية الأرثوذكسية         | بناها القديس مقاريوس الكبير، ويُعتقد أن اسمها (با روميوس) الذي يعني باللغة القبطية "الرومان" يشير إلى تلميذيه الرومانيين القديسين مكسيموس ودوميتيوس ابني الإمبراطور الروماني فالنتينيان الثاني. ازدهر الدير خلال العصور الوسطى ولا يزال ديرًا رئيسيًا داخل مصر. |
| دير الأنبا مقار                    |      | وادي النطرون    | مصر         | 360                | الكنيسة القبطية الأرثوذكسية         | بناه القديس مقاريوس الكبير، وهو أب لأكثر من أربعة آلاف راهب من جنسيات مختلفة. لقد كانت مأهولة بالسكان باستمرار منذ بنائها وشهدت تجديدًا وتوسعًا في القرن العشرين. |
| ديبري سينا (دير)                   |      | إقليم أنسبا     | إريتريا     | <383               | كنيسة التوحيد الأرثوذكسية الإريترية | وكان موقع أول مناولة مقدسة تم إعدادها في الكنيسة الأرثوذكسية الإريترية، على يد أسقف القرن الرابع أبا سلامة. |
| دير الأنبا بيشوي                   |      | وادي النطرون    | مصر         | القرن الرابع       | الكنيسة القبطية الأرثوذكسية         | بناه القديس بيشوي، ونقل جسده إلى الدير في 13 ديسمبر سنة 841 م. يحتوي الدير على خمس كنائس وحصن، تم تشييده في القرن الخامس الميلادي للحماية من غارات الأمازيغ. وقد تعرض الدير لاقتحامات من قبل الأمازيغ عدة مرات على مر العصور، وأشهر حادثة هي استشهاد أربعين من شيوخ الدير وإلقائهم في بئر مجاورة، وبالتالي سميت "بئر الشهداء". |
| دير العذراء - السريان              |      | وادي النطرون    | مصر         | القرن الرابع       | الكنيسة القبطية الأرثوذكسية         | والمعروف أكثر باسم "الدير السوري". تزعم بعض المصادر أن الرهبان عاشوا هناك منذ القرن الرابع، ولكن الأرجح أنها تأسست في القرن السادس على يد رهبان دير الأنبا بيشوي الذين رفضوا الهرطقة اليوليانية التي ادعت أن المسيح غير قابل للفساد. ونتيجة لذلك، تركوا الدير وأنشأوا ديرًا جديدًا أطلقوا عليه اسم والدة الإله، للتأكيد على إيمانهم بإنسانية المسيح وقابليته للفساد. تم شراء الدير من قبل التجار السوريين في القرن الثامن وسكنه الرهبان السوريون. |
| أبو مينا                           |      | الإسكندرية      | مصر         | أواخر القرن الثالث | الكنيسة القبطية الأرثوذكسية         | بنيت بالقرب من المكان الذي دفن فيه جسد القديس مينا الشهيد، وقد أمر الإمبراطور زينون ببنائها بعد أن شفى القديس ابنته المجذومة. وفي نهاية المطاف، نشأ مجتمع رهباني ومدينة بالقرب من الكنيسة وأصبحت موقعًا شهيرًا للحج. تم العثور على أواني من الطين عليها صورة القديس والتوابل من جسده في جميع أنحاء الإمبراطورية الرومانية وحتى شمال ألمانيا. تم نهب وتدمير مجمع المدينة والبازيليكا وكذلك الدير في القرن السابع على يد الغزاة العرب. الآثار هي حاليا أحد مواقع التراث العالمي لليونسكو. |
| دير القديس يوحنا القصير            |      | وادي النطرون    | مصر         | القرن الرابع       | الكنيسة القبطية الأرثوذكسية         | بناه القديس يوحنا حول "شجرة الطاعة". ظل الدير مفتوحًا حتى القرن السابع عشر عندما تم هجره أخيرًا. كان جسد القديس يوحنا في الأصل في كنيسة بالقرب من مدينة السويس الحديثة بمصر، لكن تلاميذه نقلوه إلى الدير عام 515 م. |
| دير القديس موسى الأسود             |      | وادي النطرون    | مصر         | القرن الرابع       | الكنيسة القبطية الأرثوذكسية         | بناه القديس موسى القوي الملقب برسول السلام. وكان القديس موسى خارجاً عن القانون، وتاب، وصار راهباً في الإسقيط. ولما تقدم في السن صار أبًا لكثيرين، وكان بعضهم من المجرمين اقتداءً به. رُسم كاهنًا وبنى حولها كنيسة صغيرة ومجتمعًا رهبانيًا صغيرًا. في عام 405 م، سمع القديس موسى خبرًا مفاده أن الدير سيتم نهبه، فأراد تلاميذه حمل السلاح والدفاع عن منزلهم، لكنه حثهم إما على الوقوف معه شهداء أو الهروب إلى المجتمعات الرهبانية المجاورة. وبقي هو وسبعة آخرون في الكنيسة حيث تم نهبها. وبعد ذلك عاد بعض تلاميذه وأخذوا جسده مع السبعة الآخرين إلى باراموس حيث كانوا مضطجعين اليوم. وظل الدير مهجورًا حتى يومنا هذا. |
| كنيسة مريم سيدة صهيون              |      | أكسوم           | إثيوبيا     | القرن الرابع       | كنيسة التوحيد الأرثوذكسية الإثيوبية | تم بناؤه في الأصل في القرن الرابع، وقد أعيد بناؤه عدة مرات، كان آخرها في القرن السابع عشر في عهد الإمبراطور فاسيليدس. |
| كنيسة بيتا ساماتي                  |      | بيتا ساماتي     | مملكة أكسوم | القرن الرابع       | كنيسة التوحيد الأرثوذكسية الإثيوبية | تم بناء الكنيسة في الأصل في القرن الرابع، وقد تكون أقدم كنيسة معروفة في أفريقيا جنوب الصحراء الكبرى. |

## العصور القديمة المتأخرة إلى العصور الوسطى المبكرة

### أفريقيا
| مبنى                            | صورة | موقع            | دولة    | أقدم جزء     | فئة                                 | ملحوظات |
| ------------------------------- | ---- | --------------- | ------- | ------------ | ----------------------------------- | --- |
| دير سانت كاترين                 |      | شبه جزيرة سيناء | مصر     | 548          | بطريركية الإسكندرية للروم الأرثوذكس | بناه الإمبراطور جستنيان محيطًا بكنيسة القديسة هيلين في الشجيرة المحترقة. تم تحويل أحد الأديرة إلى مسجد على يد الخلفاء الفاطميين في القرن العاشر وظل قيد الاستخدام الشعبي حتى القرن الثالث عشر. تم ترميم المسجد في القرن العشرين وما زال يستخدم في المناسبات الخاصة. |
| دير الأنبا بولا                 |      | الصحراء الشرقية | مصر     | 560          | الكنيسة القبطية الأرثوذكسية         | دمر جزئيا في القرن الخامس عشر وأعيد بناؤها؛ تم التخلي عنها في القرن السادس عشر، ولكن تم إعادة إسكانها لاحقًا من قبل رهبان دير القديس أنطونيوس في أوائل القرن السابع عشر. |
| كنيسة مارمينا (القاهرة)         |      | القاهرة         | مصر     | القرن السادس | الكنيسة القبطية الأرثوذكسية         | بنيت الكنيسة تكريماً للقديس والشهيد، داخل ما أصبح فيما بعد "القاهرة". تم تجديد الكنيسة في القرن الثامن، وتم نقل جسد القديس مينا الذي كان بين أنقاض مجمع أبو مينا بمريوط إلى هناك. وبقي الجسد هناك حتى تم بناء دير حديث يحمل اسم القديس بجوار الآثار، وفي عام 1967 تم نقل الجسد إلى الدير الجديد. ولا تزال الكنيسة مفتوحة حتى يومنا هذا، وهي مركز حج وسياحي بارز في القاهرة. |
| دير دبرا دامو                   |      | إقليم تغراي     | إثيوبيا | القرن السادس | كنيسة التوحيد الأرثوذكسية الإثيوبية | أفضل مثال محفوظ للعمارة الأكسوميتية. |
| كنيسة القديسة مريم (حارة زويلة) |      | القاهرة         | مصر     | القرن العاشر | الكنيسة القبطية الأرثوذكسية         | كانت بمثابة الكرسي الرسولي ومقر بابا الإسكندرية للأقباط الأرثوذكس من عام 1400 إلى عام 1520. ثم أضيف إليها دير للراهبات في القرن التاسع عشر. |

## أواخر العصور الوسطى
مجموعة مختارة من الكنائس البارزة، الموجودة من القرن الحادي عشر إلى القرن الرابع عشر (1000‍–‍1300 م).
| مبنى                               | صورة     | موقع               | دولة     | أقدم جزء              | فئة                           | ملحوظات |
| ---------------------------------- | -------- | ------------------ | -------- | --------------------- | ----------------------------- | --- |
| كنيسة دالبي                        |          | بلدية لوند         | السويد   | 1060                  | كنيسة السويد                  | يعود تاريخ أقدم الأجزاء إلى حوالي عام 1060، وبالتالي يعتبر أقدم مبنى في بلدان الشمال الأوروبي. ومع ذلك، فإن الأجزاء الوحيدة المتبقية من ذلك الوقت هي أجزاء من أحد الجدران. |
| كنيسة السيدة العذراء (آرهوس)       |          | آرهوس              | الدنمارك | 1060                  | Lutheran                      | كانت هناك كنيسة خشبية قديمة في الموقع في القرن العاشر. سرداب الكنيسة هو أقدم كنيسة حجرية موجودة في الدول الاسكندنافية. ولا تزال تعمل ككنيسة. |
| كاتدرائية بيزا                     |          | بيزا               | إيطاليا  | 1063                  | الروم الكاثوليك               | بنيت على أساسات كنيسة قديمة. وهي مخصصة لعيد صعود القديسة مريم، وهي كنيسة بدائية. |
| كاتدرائية سانتياغو دي كومبوستيلا   |          | شنت ياقب (إسبانيا) | إسبانيا  | 1075 (current church) | الروم الكاثوليك               | وبحسب التقليد، نشر الرسول يعقوب بن زبدي المسيحية في شبه الجزيرة الأيبيرية. وفي سنة 44 قُطع رأسه في أورشليم، ونُقلت رفاته فيما بعد إلى غاليسيا في قارب حجري. أمر الملك ألفونسو الثاني ملك أستورياس ببناء كنيسة صغيرة في عام 810 في المكان. تبعت هذه الكنيسة كنيسة أولى في عام 829 ثم كنيسة ما قبل الرومانسيك في عام 899، وأصبحت تدريجيًا مكانًا مهمًا للحج. في عام 997، تم تحويل هذه الكنيسة البدائية إلى رماد على يد المنزور، قائد جيش الخلافة في قرطبة. تم بناء الكاتدرائية الحالية في نفس المكان بين عامي 1075 و1122 في عهد ألفونسو السادس ملك ليون وقشتالة. تم صنع واجهة أوبرادويرو الباروكية في عام 1740؛ الباروك أيضًا هو طراز Acibecharía ؛ تم بناء معبد براتارياس على يد السيد إستيبان في عام 1103؛ بورتيكو دا جلوريا، وهو عمل بدائي للنحت الروماني، أكمله السيد ماتيو في عام 1188.                                                                                              |
| كنيسة ثيوتوكوس باماكاريستوس        |          | إسطنبول            | تركيا    | 1071-1078             | المسيحية الأرثوذكسية          | إحدى أشهر الكنائس البيزنطية في إسطنبول بتركيا، وكانت آخر مبنى قبل العصر العثماني يضم البطريركية المسكونية. تم تحويله عام 1591 إلى مسجد فتحية |
| كنيسة والدة الإله القديسة قلعة آسن |          | حصن آسين           | بلغاريا  | 1100–1200             | الكنيسة البلغارية الأرثوذكسية | الكنيسة الأرثوذكسية الشرقية من العصور الوسطى تقع في قلعة آسين. تقع بالقرب من أسينوفغراد في جبال رودوب في مقاطعة بلوفديف، جنوب وسط بلغاريا. تم تشييده على الأرجح في القرن الثاني عشر، ويضم طابقين، الطابق العلوي منهما هو الكنيسة نفسها والطابق السفلي ذو وظيفة غير واضحة. يعتبر البرج المستطيل الموجود فوق رواق الكنيسة هو أقدم برج محفوظ من نوعه في البلقان. تظهر أجزاء من اللوحات الجدارية على جدران الطابق العلوي للكنيسة. |
| كنيسة زيرك أو دير البانتوكراتور    |          | إسطنبول            | تركيا    | 1124-1136             | المسيحية الأرثوذكسية          | وهي مكونة من كنيستين بيزنطيتين سابقتين وكنيسة صغيرة متصلة معًا وتمثل أفضل مثال على العمارة البيزنطية الوسطى في القسطنطينية. ويعد بعد آيا صوفيا أكبر صرح ديني بيزنطي لا يزال قائما في إسطنبول. |
| كاتدرائية أطلال جارار              |          | إيجاليكو           | جرينلاند | 1126                  | الروم الكاثوليك               | أول كاتدرائية بنيت في الأمريكتين. مهجورة في القرن الرابع عشر. |
| كاتدرائية نوتردام دو باري          |          | باريس              | فرنسا    | 1160–1260             | الروم الكاثوليك               | كاتدرائية كاثوليكية من العصور الوسطى تقع في باريس، فرنسا، مكرسة للسيدة العذراء مريم وتعتبر من أروع الأمثلة على العمارة القوطية الفرنسية. |
| كنيسة القديس ديمتريوس التسالونيكي  |          | فيليكو ترنوفو      | بلغاريا  | 1185                  | الكنيسة البلغارية الأرثوذكسية | الكنيسة الأرثوذكسية البلغارية في العصور الوسطى في مدينة فيليكو تارنوفو في وسط شمال بلغاريا، العاصمة السابقة للإمبراطورية البلغارية الثانية. تقع الكنيسة عند السفح الشمالي الشرقي لتلال ترابيزيتسا وتساريفيتس، على الضفة اليمنى لنهر يانترا، خارج تحصينات المدينة التي تعود للقرون الوسطى. من الناحية المعمارية، يحتوي المسجد على حنية خماسية السطوح وتصميم متقاطع مع رواق ومساحة حنية أمامية. كان ذات يوم جزءًا من دير كبير وينتمي إلى الجزء الجنوبي الشرقي منه. تم تزيين الجزء الخارجي للكنيسة بأقواس عمياء وزخارف ملونة: وريدات زجاجية وشموس ومعينات وأشكال مرسومة أخرى. بنيت الكنيسة من الحجر بالتناوب مع ثلاثة صفوف من الطوب. تبلغ أبعادها 15.75 × 8.40 مترًا (51.7 قدمًا × 27.6 قدمًا). كانت الكنيسة هي المكان الذي أُعلن فيه انتفاضة آسين وبطرس المناهضة للبيزنطيين في عام 1185؛ كانت هذه الانتفاضة هي التي أدت إلى إعادة تأسيس الإمبراطورية البلغارية وإعلان تارنوفو عاصمة لها. |
| كنيسة الأربعين شهيدًا               | Exterior | فيليكو ترنوفو      | بلغاريا  | 1230                  | الكنيسة البلغارية الأرثوذكسية | تم بناء الكنيسة الأرثوذكسية الشرقية في العصور الوسطى عام 1230 في مدينة فيليكو تارنوفو في بلغاريا، العاصمة السابقة للإمبراطورية البلغارية الثانية. كنيسة الأربعين شهيدًا، عبارة عن بازيليكا ممدودة ذات ستة أعمدة، ولها ثلاثة صدريات نصف دائرية ورواق ضيق من الغرب. وأضيف مبنى آخر فيما بعد إلى الجانب الغربي من الكنيسة. تمت تغطية الجزء الداخلي للكنيسة برسومات جدارية ربما في عام 1230. وفي الإضافة الغربية، نجت بعض الزخارف الخارجية لتكشف عن الأقواس التقليدية والألواح الخزفية الصغيرة الملونة المدرجة في الجدار. ليس من الواضح ما إذا كانت الكنيسة بها لوحات جدارية مرسومة على الجدران الخارجية. يتم تخزين بعض السجلات التاريخية الأكثر أهمية للإمبراطورية البلغارية في الكنيسة، بما في ذلك عمود أومورتاج وعمود آسين وعمود الحدود من رودوستو من حكم خان كروم. |
| كنيسة القديس ميخائيل               |          | فيينا              | النمسا   | 1220–1240             | الروم الكاثوليك               | واحدة من أقدم الكنائس في فيينا، النمسا، وأيضًا أحد المباني الرومانية القليلة المتبقية. تقع كنيسة القديس ميخائيل المخصصة لرئيس الملائكة ميخائيل في ساحة ميخائيل على الجانب الآخر من بوابة سانت ميخائيل في قصر هوفبورغ. |
| كنيسة القديسين بطرس وبولس          |          | فيليكو ترنوفو      | بلغاريا  | 1218–1241             | الكنيسة البلغارية الأرثوذكسية | الكنيسة الأرثوذكسية البلغارية في العصور الوسطى في مدينة فيليكو تارنوفو في وسط شمال بلغاريا، العاصمة السابقة للإمبراطورية البلغارية الثانية. تقع الكنيسة التي يعود تاريخها إلى القرن الثالث عشر عند سفح المنحدرات الشمالية لتل تساريفيتس، وقد أعيد بناؤها في عام 1981. والكنيسة مخصصة للرسل المسيحيين القديس بطرس والقديس بولس. إنه يتبع تصميم القبة المتقاطعة وله حنية واحدة. تنقسم الخلية إلى ثلاث بلاطات بواسطة صفين من الأعمدة. تم تزيين تيجان الأعمدة بالنحت والزخرفة البلاستيكية. الكنيسة لديها حاجز أيقونسطاس مرتفع وضخم. وفقًا لرواية البطريرك إيفتيمي في القرن الرابع عشر، تم بناء الكنيسة والدير المحيط بها بأمر من زوجة القيصر إيفان آسين الثاني (حكم 1218-1241) هي آنا. |
| آيا صوفيا (طرابزون)                |          | طرابزون            | تركيا    | 1238-1263             | المسيحية الأرثوذكسية          | يعود تاريخ البناء إلى القرن الثالث عشر، عندما كانت طرابزون عاصمة إمبراطورية طرابزون. إنه واحد من عشرات المواقع البيزنطية الموجودة في المنطقة وقد تم وصفه بأنه "يُعتبر أحد أفضل الأمثلة على العمارة البيزنطية". |
| كاتدرائية الصعود                   |          | فيليكو ترنوفو      | بلغاريا  | 1331–1371             | الكنيسة البلغارية الأرثوذكسية | الكاتدرائية الأرثوذكسية الشرقية المعاد بناؤها في مدينة فيليكو تارنوفو، في شمال وسط بلغاريا. تقع الكاتدرائية على قمة تلة تساريفيتس المحصنة في العاصمة السابقة للإمبراطورية البلغارية الثانية، وكانت مقرًا للبطريرك البلغاري منذ بنائها في القرنين الحادي عشر والثاني عشر وحتى تدميرها في عام 1393. تقف الكاتدرائية على قمة كنيسة رومانية متأخرة، الكاتدرائية، التي أعيد بناؤها في السبعينيات والثمانينيات، تتبع خطة ذات قبة متقاطعة مع برج جرس وحنية ثلاثية. تم تزيينه بشكل غني من الخارج والداخل، وتتميز جدرانه الداخلية الآن بلوحات جدارية حديثة، مما يعني وجودها أنه لم يتم إعادة تكريسه. على الرغم من عدم نشاطه كمكان عبادة مسيحي، إلا أنه مفتوح للزوار منذ عام 1985. |
| كنيسة المسيح الضابط الكل (نيسيبار) |          | نيسيبار            | بلغاريا  | 1331–1371             | الكنيسة البلغارية الأرثوذكسية | كنيسة أرثوذكسية شرقية من العصور الوسطى في مدينة نيسيبار البلغارية الشرقية (ميسمبريا في العصور الوسطى)، على ساحل البحر الأسود في مقاطعة بورغاس. تم بناء كنيسة المسيح بانتوكراتور، وهي جزء من موقع التراث العالمي لليونسكو نيسيبار القديم، في القرنين الثالث عشر والرابع عشر وتشتهر بديكورها الخارجي الفخم. الكنيسة، وهي اليوم معرض فني، لا تزال سليمة إلى حد كبير وهي من بين أفضل الكنائس المحفوظة في بلغاريا في العصور الوسطى. |
| كنيسة القديس باراسكيفي             |          | نيسيبار            | بلغاريا  | 1331–1371             | الكنيسة البلغارية الأرثوذكسية | كنيسة أرثوذكسية شرقية من العصور الوسطى محفوظة جزئيًا في نيسيبار (ميسمبريا في العصور الوسطى)، وهي بلدة تقع على ساحل البحر الأسود في مقاطعة بورغاس في شرق بلغاريا. تم بناؤه على الأرجح في القرن الثالث عشر أو الرابع عشر ويشكل جزءًا من موقع التراث العالمي لليونسكو نيسيبار القديم. تتميز كنيسة القديس باراسكيفي بصحن واحد وحنية خماسية بالإضافة إلى ديكور خارجي غني. لم يتم الحفاظ على قبتها وبرج الجرس الذي يعلو الرواق حتى اليوم، ومن غير المعروف أي من القديسين الثلاثة الذين يُدعى باراسكيفي كان مخصصًا له. |

## بداية العصر
- كنيسة القديس فرانسيس، كوتشي، الهند، بنيت في 1504-1516، أقدم مبنى كنيسة أوروبية في الهند (كنيسة جنوب الهند)
- كنيسة سيدة النور، تشيناي، الهند بنيت عام 1516 على يد البرتغاليين (الروم الكاثوليك).
- كاتدرائية سانتا ماريا لا مينور، بتكليف من البابا يوليوس الثاني عام 1504، وتم بناؤها في الفترة ما بين 1514-1540. وهي أقدم كنيسة قائمة في الأمريكتين وأقدم مبنى كنيسة في جمهورية الدومينيكان (الروم الكاثوليك)
- كنيسة القديس بولس، ملقا، ماليزيا، بنيت عام 1521 لتكون كنيسة صغيرة للروم الكاثوليك وتم التخلي عنها أخيرًا عام 1753. وهي أقدم مبنى كنيسة معروف في ماليزيا
- كاتدرائية سان خوان باوتيستا، بورتوريكو، بنيت عام 1521، أقدم مبنى كنيسة في الولايات المتحدة (الروم الكاثوليك)
- كاتدرائية القديس توماس، تشيناي التي بناها البرتغاليون عام 1523 فوق قبر القديس توما الرسول هي أهم موقع للمسيحيين في العالم ( الروم الكاثوليك ).
- إرميتا ديل روزاريو، المكسيك، بُني عام 1523، أقدم كنيسة صغيرة في المكسيك
- كنيسة سانتو ويليبروردوس، إندونيسيا، بنيت عام 1523، وهي أقدم كنيسة باقية في إندونيسيا (رومانية كاثوليكية)[27]
- كنيسة لا بالبانيرا، الإكوادور، تم تشييدها عام 1534، مما يجعلها أقدم كنيسة بناها الإسبان في الإكوادور
- سان جاسينتو، غواتيمالا، تأسست عام 1524، وهي من أقدم الكنائس في غواتيمالا (روم كاثوليك)
- الصليب الأحمر الفرنسيسكاني، جامايكا، بني عام 1525، وهي من أقدم الكاتدرائيات الإسبانية في العالم الجديد (روم كاثوليك)
- كنيسة دومينيك، ماكاو، الصين، بنيت عام 1527 من قبل ثلاثة كهنة دومينيكان (روم كاثوليك)
- كنيسة القديسين كوزمي ودامياو، بنيت عام 1535، في مدينة إيجاراسو، بيرنامبوكو. البرازيل أقدم كنيسة (رومية كاثوليكية).
- كاتدرائية متروبوليتان سيبو، سيبو، الفلبين تأسست عام 1565، وكانت تسمى سابقًا كنيسة سانت فيتاليس وهي أول كنيسة أقيمت في الفلبين. (الروم الكاثوليك)
- كاتدرائية مكسيكو سيتي، بنيت في 1574-1813، وهي واحدة من أقدم الكنائس في المكسيك (للروم الكاثوليك)
- أولد ويست كيرك، غرينوك، 1591، أول كنيسة بروتستانتية بنيت في اسكتلندا بعد الإصلاح (كنيسة اسكتلندا)
- كاتدرائية الحبل بلا دنس في بكين، تأسست عام 1604، وربما تكون أقدم تجمع كنيسة مستمر في الصين (الروم الكاثوليك)
- كنيسة سان أوغستين، مانيلا، بنيت عام 1607، وهي من أقدم مباني الكنيسة في الفلبين. (الروم الكاثوليك)
- كنيسة جيمستاون الأولى (المؤسسات)، 1607، أول كنيسة بروتستانتية فيما سيصبح الولايات المتحدة الأمريكية (أسقفية)
- كنيسة بعثة سان ميغيل, سانتا في، نيو مكسيكو، الولايات المتحدة الأمريكية، بني عام 1610، أقدم مبنى كنيسة في قارة أمريكا الشمالية (الروم الكاثوليك)
- كنيسة القديس بولس، الصين، بنيت عام 1627 (روم كاثوليك)
- كنيسة جيمس تشيرش، بربادوس، تأسست عام 1627، أقدم جماعة في بربادوس (الأنجليكانية)
- كاتدرائية القديس كولومب، ديري، اكتمل بناؤها عام 1633، وهي أول كاتدرائية بروتستانتية يتم بناؤها في أوروبا[28]
- كنيسة لوقا بالولايات المتحدة الأمريكية، بنيت عام 1682 (أسقفية)
- كنيسة جيمستاون (برج)، (أسقفية)
- كنيسة السفينة القديمة، الولايات المتحدة الأمريكية، بنيت عام 1681 (تجمعي، لاحقاً موحد)
- نوتردام دي فيكتوار، مدينة كيبيك، بنيت في 1687-1723، وأعيد بناؤها لاحقًا على نطاق واسع، وربما تكون أقدم مبنى كنيسة في كندا (روم كاثوليك)
- كنيسة صهيون، جاكرتا، إندونيسيا، تم بناء الكنيسة عام 1695، وهي أقدم هيكل كنيسة قائم في المدينة.
- كاتدرائية سان فرناندو، سان أنطونيو، تكساس، الولايات المتحدة الأمريكية، بُنيت بين عامي 1738 و1750، وهي أقدم ملاذ كاتدرائية في الولايات المتحدة.
- كنيسة القديس بولس (هاليفاكس)، بنيت عام 1750، من المحتمل أنها أقدم مبنى كنيسة بروتستانتية في كندا (أنجليكانية)
- كنيسة بليندوك، بنيت عام 1753

- كنيسة المسيح ملقا، بُنيت عام 1753 ككنيسة إصلاحية هولندية، وتضم الآن طائفة أنجليكانية. وهو أقدم مبنى كنيسة بروتستانتية في ماليزيا
- كنيسة سان دييغو دي الكالا، التي بناها خونيبيرو سيرا عام 1769، هي كنيسة رومية كاثوليكية عاملة والأقدم في كاليفورنيا (الولايات المتحدة). يقع عند قاعدة إل كامينو ريال، الطريق المتجه شمالًا في كاليفورنيا والذي تتخلله البعثات على بعد يوم تقريبًا سيرًا على الأقدام.
- كنيسة آن، بناها البرتغاليون عام 1792، مبنية على الطراز الأوروبي والقوطي، وهي من أقدم الكنائس في جنوب الهند، في فيراجبيت، كورج.[29]
- صاحبة الجلالة الملكي للموهوك، تم تشييده عام 1785 لشعب الموهوك بقيادة جوزيف برانت، أول كنيسة بروتستانتية في كندا العليا (أنجليكانية)
- كنيسة الصعود المقدس، الولايات المتحدة الأمريكية، بنيت عام 1826، أقدم مبنى كنيسة في ألاسكا (أرثوذكسية روسية)
- الكنيسة الأرمنية، سنغافورة، بنيت عام 1835، أقدم كنيسة في سنغافورة
- كنيسة موكوايكاوا، الولايات المتحدة الأمريكية، بنيت عام 1837، أقدم كنيسة ومبنى جماعي في هاواي (تجمعي)
- كنيسة المسيح الملكية، تأسست عام 1784، وبنيت عام 1843 من قبل شعب الموهوك ليرمز إلى تحالفهم مع التاج البريطاني (الأنجليكاني)
- كاتدرائية سايغون نوتردام، من المحتمل أنها أقدم مبنى كنيسة في فيتنام، تم بناؤها في الفترة من 1863 إلى 1880 (للروم الكاثوليك)
- كنيسة أورا، بُنيت عام 1864، ويُحتمل أن تكون أقدم مبنى كنيسة في اليابان (روم كاثوليك).
- كنيسة وانشين للحبل بلا دنس، تايوان، بنيت عام 1870، أقدم كنيسة صغيرة في تايوان (روم كاثوليك)
- كاتدرائية ميونغ دونغ، بنيت بين 1892-1898، أقدم مبنى كنيسة في كوريا الجنوبية (الروم الكاثوليك)
- كنيسة المياه الحية، بُنيت عام 1909، وهي من أقدم مباني الكنيسة الخمسينية في العالم. بنيت بعد 3 سنوات من إحياء شارع أزوسا في سان فرانسيسكو، 1906 (الكنيسة الكاريزمية)